# Villiers-en-Lieu
Villiers-en-Lieu is een gemeente in het Franse departement Haute-Marne (regio Grand Est). De plaats maakt deel uit van het arrondissement Saint-Dizier. Villiers-en-Lieu telde op 1 januari 2022 1.477 inwoners.

## Geografie
De oppervlakte van Villiers-en-Lieu bedroeg op 1 januari 2022 12,9 vierkante kilometer; de bevolkingsdichtheid was toen 114,5 inwoners per km².

## Demografie
Onderstaande figuur toont het verloop van het inwonertal (bron: INSEE-tellingen).